# Lucia Apicella
Maria Lucia Apicella, nata Pisapia e conosciuta anche come Mamma Lucia (Cava de' Tirreni, 18 novembre 1887 – Cava de' Tirreni, 27 agosto 1982), è stata una filantropa italiana e medaglia d'oro al merito civile della Repubblica italiana per essersi prodigata, subito dopo la seconda guerra mondiale, a dare sepoltura alle salme dei soldati tedeschi.

## Biografia
Era una donna di umili origini. Nacque a Sant'Arcangelo di Cava de' Tirreni ed era l'ultimogenita di sette figli, nati da Maria Carmela Palumbo e Francesco Pisapia, un commerciante di legname. Rimasta orfana all'età di due anni, il padre si risposò di lì a poco con una zia materna che gli diede altri cinque figli. Frequentò la scuola elementare solo fino alla terza classe, dovendo aiutare la numerosa famiglia sia lavorando in casa sia al telaio per contribuire all'economia domestica. Fin da giovane trovava sempre il modo per aiutare il prossimo, contro il parere paterno, dedicando soprattutto molto tempo ai malati ricoverati in ospedale. Nel 1912, all'età di 25 anni, sposò Carlo Apicella, un commerciante di frutta, da cui ebbe due figli maschi, Vincenzo e Antonio. Il marito partì poi al fronte durante la prima guerra mondiale rientrando a casa con gravi ferite.

### Alla ricerca dei caduti
Nel mese di settembre 1943, durante lo sbarco a Salerno (anche denominato in codice "Operazione Avalanche") si ebbe l'approdo di un gran quantità di forze alleate sulle coste salernitane.
Una delle strade obbligate per le colonne anglo-americane, che puntavano a occupare rapidamente Napoli, era l'attuale SS 18, che passa proprio nella valle di Cava. Proprio lì centinaia di caduti tedeschi, a causa della relativamente rapida avanzata degli angloamericani su Napoli, rimasero insepolti e/o abbandonati sui campi di battaglia intorno a Cava de' Tirreni.
Lucia Pisapia, che era una donna religiosissima, sentì il dovere cristiano di dare sepoltura ai resti dei soldati tedeschi. Dopo avere assistito alla scena in cui alcuni bambini prendevano a calci il teschio di un soldato e, dopo un sogno premonitore nel quale otto soldati tedeschi la imploravano di consegnare i loro corpi alle rispettive madri, Mamma Lucia (questo fu il nome che le venne affidato) si dedicò con amore materno a ritrovare i resti dei militari caduti e a ricomporli in cassette di zinco. Il suo obiettivo era quello di restituire le salme alle loro madri o di consentire loro un facile ritrovamento delle stesse.
Song' tutt' figl 'e mamma era la semplice, ma lapidaria risposta di quella donna, umile e forte allo stesso tempo, a chi le diceva di lasciar perdere e che non valeva la pena sprecare tempo e denaro, ma soprattutto di correre quei grossi rischi per via degli ordigni inesplosi, soltanto per dare una più degna sepoltura a dei soldati tedeschi morti in combattimento. Le cassettine di zinco in cui aveva deposto le spoglie dei soldati, vennero trasportate nella chiesa di Santa Maria della Pietà. È la chiesa più antica del Borgo Scacciaventi di Cava, ed è lì che Lucia Apicella si recò a pregare ogni mattina fino al 1980, anno in cui, a causa del terremoto, la chiesa fu dichiarata inagibile. Il lavoro era pericoloso, ma alla fine del 1944 aveva raccolto circa 800 corpi con diversi documenti e segni di riconoscimento.

## Il riconoscimento tedesco
Per questo suo operato, a metà settembre 1951 (esattamente otto anni dopo i combattimenti intorno a Cava de' Tirreni) venne invitata nella Germania federale per ricevere dal presidente Theodor Heuss la Gran Croce dell'Ordine al merito di Germania, il più alto riconoscimento per i servizi resi allo Stato tedesco. Qui venne ricevuta con molto calore e venne chiamata "Mama Luzia" o "Mutter der Toten".

## Il riconoscimento italiano
Il 20 luglio del 1951 Mamma Lucia fu ricevuta in udienza privata da papa Pio XII, che su sollecitazione di monsignor Francesco Marchesani, vescovo di Cava e Sarno dal 1939 al 1948, ne approvò l'opera, definendola "cristiana e caritatevole".
Nel 1952 la sua storia fu raccontata dallo scrittore Giuseppe Marotta nel libro Le madri.
(Il Giornale d’Italia, 27 marzo 1952)
Il 2 giugno 1959, Giovanni Gronchi, Presidente della Repubblica, le conferì l'onorificenza della Commenda al Merito della Repubblica, mentre la città di Salerno la proclamò cittadina onoraria.
Nel luglio del 1980, all'età di 92 anni, su iniziativa della rivista letteraria Verso il 2000, fu premiata a Salerno con medaglia d'oro del Presidente della Repubblica nel salone dei marmi del Palazzo di Città. Per l'occasione venne drammatizzata, dall'attore Antonio Angrisano, la novella dedicata all'eroina dallo scrittore Franco Pastore.

## Morte e riconoscimenti postumi
Quando Mamma Lucia morì nel 1982, il Presidente della Repubblica Sandro Pertini scrisse al sindaco di Cava de' Tirreni:
(Sandro Pertini, Presidente della Repubblica)
I funerali, per volontà unanime del Consiglio comunale, furono pubblici e solenni, con la camera ardente allestita nel palazzo municipale. Lucia fu esposta in una bara di vetro per due giorni.
Il Comune di Cava de' Tirreni le ha intitolato la piazzetta della frazione Sant'Arcangelo e nel 2007 ha istituito il "Premio Mamma Lucia alle donne coraggio", che ogni anno viene attribuito a donne che si sono particolarmente distinte in Italia e nel mondo per il loro esempio di vita, per l'impegno per la pace e la difesa dei diritti dei più deboli.
Nell'anno 2013 il Rotary Club di Cava de' Tirreni ha posto una targa commemorativa presso la grotta in cui Mamma Lucia aveva rinvenuto le prime spoglie di soldati tedeschi. In occasione di un'ulteriore visita, nel 2015, di entrambi i club rotariani di Cava de' Tirreni e Schwerte è stata posta un'altra targa commemorativa, con la quale i visitatori di questo luogo vengono informati in due lingue dell'operato e dell'importanza di Mamma Lucia.
Nel 2023, in occasione dell'ottantesimo anniversario del 1943, il podcast Testimoni della Storia ha dedicato il suo primo episodio a Lucia Apicella.

## Onorificenze
- Premio di Bontà - Premio della Notte di Natale di Angelo Motta, Milano, Anni '50